# Pandanus kajui
Pandanus kajui là một loài thực vật thuộc họ Pandanaceae. Đây là loài đặc hữu của Kenya.